# Fortaleza de Ivángorod

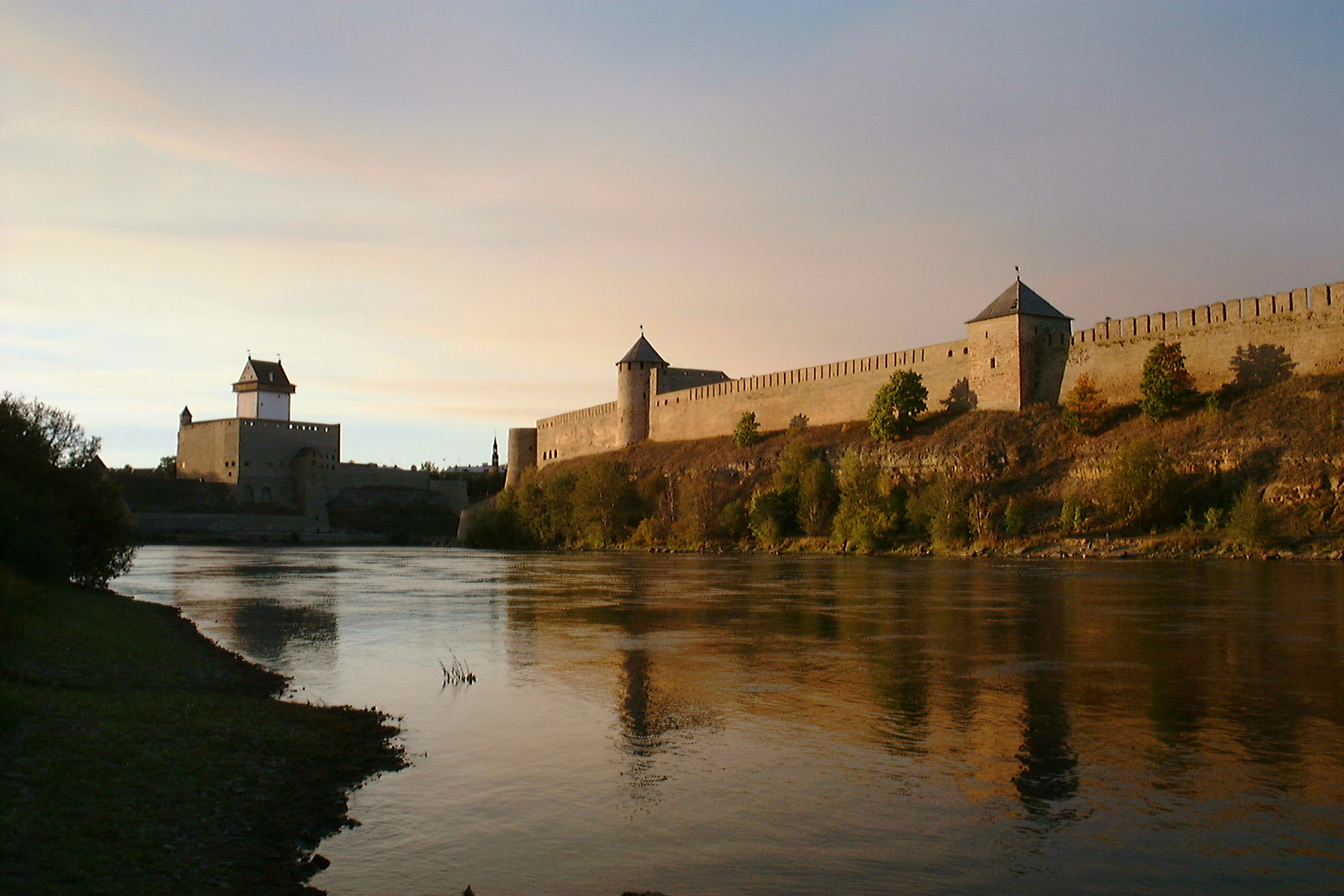
La fortaleza reconstruida de Narva (a la izquierda) con vistas a la fortaleza rusa de Ivángorod (a la derecha).

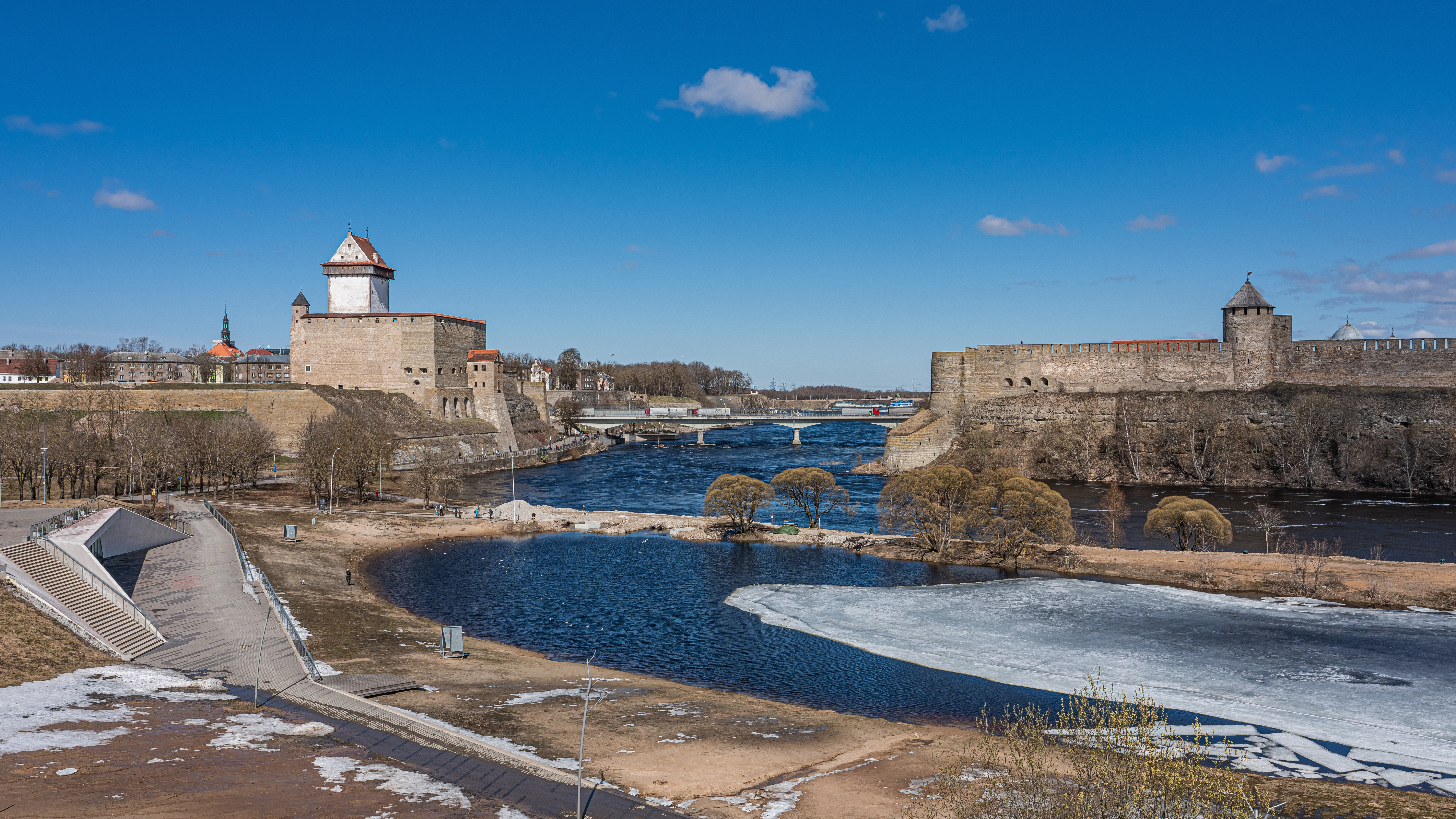
Fortaleza de Ivángorod a la derecha y castillo de Narva a la izquierda

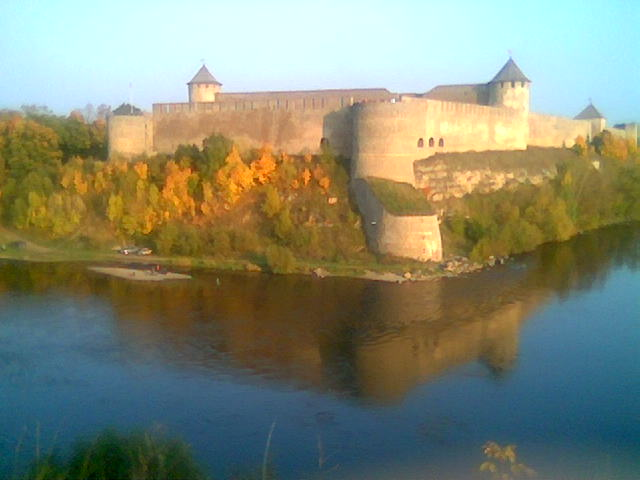
La fortaleza desde el río Narva

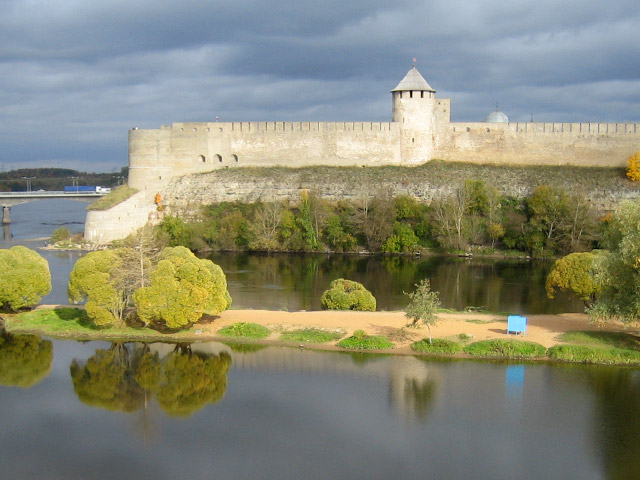
Otra vista de la fortaleza.

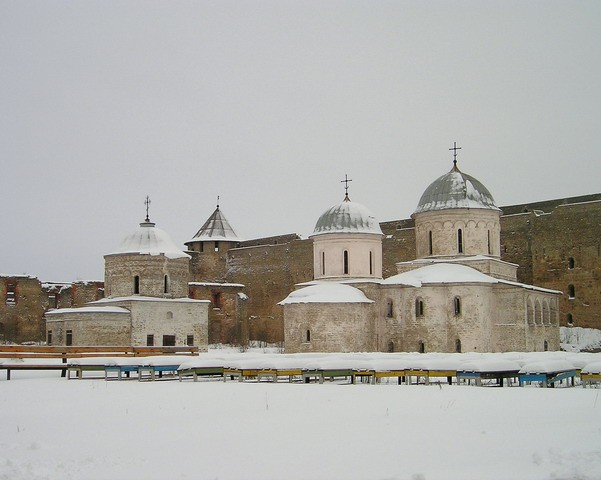
Las iglesias de San Nicolás (1498) y la Dormición de la Virgen (1558) dentro de la murallas de la fortaleza.

La fortaleza de Ivángorod (en ruso: Ивангородская крепость) es un castillo medieval ruso localizado a orillas del río Narva, en la ciudad de Ivángorod (en el óblast de Leningrado), que fue establecido por Iván III en 1492 y alrededor del cual ha crecido desde entonces la ciudad.
La fortaleza domina el río Narva, frente al castillo de Hermann y la ciudad estona de Narva.

## Historia
El castillo original fue construido en un verano, en el año 1492. Fue nombrado en honor del Príncipe Iván III del Gran Ducado de Moscú. Su objetivo era defenderse de los Caballeros de Livonia. El castillo era estrictamente un cuadrilátero, que medía 150 m², con muros de 14 metros de altura.
Ivángorod se recuperó a finales de ese año por las fuerzas moscovitas, bajo el mando del Príncipe Iván Gundar y Mijaíl Klyapin. Tres mil soldados llegaron para volver a tomar el castillo, reconstruirlo y construir un nuevo cuartel y bastiones más fuertes. Durante casi 10 años, el terreno alrededor del castillo se encontraba en guerra constante. La fortaleza y la tierra alrededor cambió de manos varias veces. El castillo fue reconstruido y fortificado en muchas ocasiones, convirtiéndose en una de las estructuras defensivas más fuertes del siglo XVI. El castillo fue desarrollado hasta el siglo XVII, convirtiéndose en una gran y extensa fortaleza con varias líneas de defensa.
En 1704, Pedro el Grande capturó el castillo a las tropas suecas, con lo que la fortaleza volvió al control de Rusia. Dentro de la fortaleza, hay dos iglesias: una está dedicada a la Asunción de la Virgen (1496) y la otra a San Nicolás (construida a finales del siglo XVI, pero reconstruida más tarde).
Después de principios del siglo XVIII, el papel militar de la fortaleza se redujo debido a los avances tecnológicos. En 1728, se llevó a cabo una revisión de las fortalezas en este ámbito, que llegó a la conclusión de que la instalación había sido descuidada, y tenía una baja eficacia para la defensa. Se emitió una orden para la restauración de la fortaleza, pero después de una nueva inspección en 1738 fue designada como no adecuada al efecto de la defensa.
En 1840, se llevaron a cabo algunas mejoras en la fortaleza (las cubiertas fueron cambiadas), y nuevas mejoras se realizaron también en 1863 y 1911-14. Durante la Primera Guerra Mundial la fortaleza fue capturada por los alemanes el 25 de febrero de 1918. De 1919 a 1940, la fortaleza perteneció a Estonia. A pesar de cambiar de manos varias veces en la primera mitad del siglo XX, la fortaleza no desempeñó ningún papel significativo en la lucha.
Durante la Segunda Guerra Mundial la fortaleza fue controlada, primero, por la Unión Soviética (1940-41) y luego por la Alemania nazi (1941-44). Los alemanes establecieron dos campos de prisioneros de guerra dentro de la fortaleza, dejando muchos edificios dañados después de su retirada.
En la actualidad, la fortaleza es un museo.

## El museo
El museo de historia y de arte de la fortaleza de Ivángorod expone pinturas de Iván Bilibin, Aleksandra Potótskaya y otros autores. Además, la historia local y tradiciones se explican en algunas de las colecciones del museo, tales como los hallazgos arqueológicos encontrados en los alrededores. Hay una exposición permanente dedicada a la Guerra del Norte y a la Guerra de Livonia. Además, existen maquetas de fortalezas en la región circundante y armamento, y también documentos y cartas relacionadas con personajes famosos como Fiódor Dostoievski.